# TMEM248
TMEM248 (англ. Transmembrane protein 248) — білок, який кодується однойменним геном, розташованим у людей на 7-й хромосомі. Довжина поліпептидного ланцюга білка становить 314 амінокислот, а молекулярна маса — 35 052.
| 10         |  | 20         |  | 30         |  | 40         |  | 50         |
| ---------- |  | ---------- |  | ---------- |  | ---------- |  | ---------- |
| MFSINPLENL |  | KVYISSRPPL |  | VVFMISVSAM |  | AIAFLTLGYF |  | FKIKEIKSPE |
| MAEDWNTFLL |  | RFNDLDLCVS |  | ENETLKHLTN |  | DTTTPESTMT |  | SGQARASTQS |
| PQALEDSGPV |  | NISVSITLTL |  | DPLKPFGGYS |  | RNVTHLYSTI |  | LGHQIGLSGR |
| EAHEEINITF |  | TLPTAWSSDD |  | CALHGHCEQV |  | VFTACMTLTA |  | SPGVFPVTVQ |
| PPHCVPDTYS |  | NATLWYKIFT |  | TARDANTKYA |  | QDYNPFWCYK |  | GAIGKVYHAL |
| NPKLTVIVPD |  | DDRSLINLHL |  | MHTSYFLFVM |  | VITMFCYAVI |  | KGRPSKLRQS |
| NPEFCPEKVA |  | LAEA       |  |            |  |            |  |            |

A: Аланін

C: Цистеїн

D: Аспарагінова кислота

E: Глутамінова кислота

F: Фенілаланін

G: Гліцин

H: Гістидин

I: Ізолейцин

K: Лізин

L: Лейцин

M: Метіонін

N: Аспарагін

P: Пролін

Q: Глутамін

R: Аргінін

S: Серин

T: Треонін

V: Валін

W: Триптофан

Задіяний у такому біологічному процесі, як альтернативний сплайсинг.
Локалізований у мембрані.